# Tjir
Tjir (Ryska Чир) är en flod som flyter genom Rostovs och Volgograd oblasts i Ryssland. Den är en biflod till Don och är 317 kilometer lång, med ett avrinningsområde på 9 580 kvadratkilometer.